# Prêmio Empire de melhor filme de fantasia ou ficção científica
O Prêmio Empire de Melhor Filme de Fantasia ou Ficção Científica é uma das categorias dos Prêmios Empire apresentados anualmente pela revista especializada em cinema britânica Empire. O prêmio é concedido às produções destacadas nos gêneros fantasia, ficção científica ou ação (super-heróis), sendo apresentada desde a cerimônia de 2006. 
O primeiro vencedor da categoria foi Star Wars: Episode III – Revenge of the Sith, sexto filme da franquia Star Wars, lançado em 2005. Em contrapartida, Wonder Woman (2017) é o mais recente vencedor.

## Vencedores e indicados
| Ano  | Vencedor                                      | Indicados | Referências |
| ---- | --------------------------------------------- | --- | ----------- |
| 2006 | Star Wars: Episode III – Revenge of the Sith  | - Harry Potter and the Goblet of Fire - King Kong - Serenity - The Chronicles of Narnia: The Lion, the Witch and the Wardrobe | [ 2 ]       |
| 2007 | Pan's Labyrinth                               | - Children of Men - Pirates of the Caribbean: Dead Man's Chest - Superman Returns - X-Men: The Last Stand                     | [ 3 ]       |
| 2008 | Stardust                                      | - 300 - Harry Potter and the Order of the Phoenix - Sunshine - Transformers                                                   | [ 4 ]       |
| 2009 | Wanted                                        | - Hellboy II: The Golden Army - Iron Man - The Dark Knight - WALL-E                                                           | [ 5 ]       |
| 2010 | Star Trek                                     | - Avatar - District 9 - Moon - The Imaginarium of Doctor Parnassus                                                            | [ 6 ]       |
| 2011 | Harry Potter and the Deathly Hallows – Part 1 | - Alice in Wonderland - Inception - Kick-Ass - Scott Pilgrim vs. the World                                                    | [ 7 ]       |
| 2012 | Thor                                          | - Captain America: The First Avenger - Rise of the Planet of the Apes - Super 8 - X-Men: First Class                          | [ 8 ]       |
| 2013 | The Hobbit: An Unexpected Journey             | - Dredd - Looper - Prometheus - The Avengers                                                                                  | [ 9 ]       |
| 2014 | The Hobbit: The Desolation of Smaug           | - Gravity - Pacific Rim - Star Trek Into Darkness - The Hunger Games: Catching Fire                                           | [ 10 ]      |
| 2015 | X-Men: Days of Future Past                    | - Dawn of the Planet of the Apes - Guardians of the Galaxy - Interstellar - The Hobbit: The Battle of the Five Armies         | [ 11 ]      |
| 2016 | Star Wars: The Force Awakens                  | - The Hunger Games: Mockingjay – Part 2 - Jurassic World - Mad Max: Fury Road - The Martian                                   | [ 12 ]      |
| 2017 | A Monster Calls                               | - Arrival - Doctor Strange - Rogue One: A Star Wars Story - 10 Cloverfield Lane                                               | [ 13 ]      |
| 2018 | Wonder Woman                                  | - Blade Runner 2049 - Logan - Star Wars: The Last Jedi - Thor: Ragnarok                                                       | [ 1 ]       |